# 自殺預防

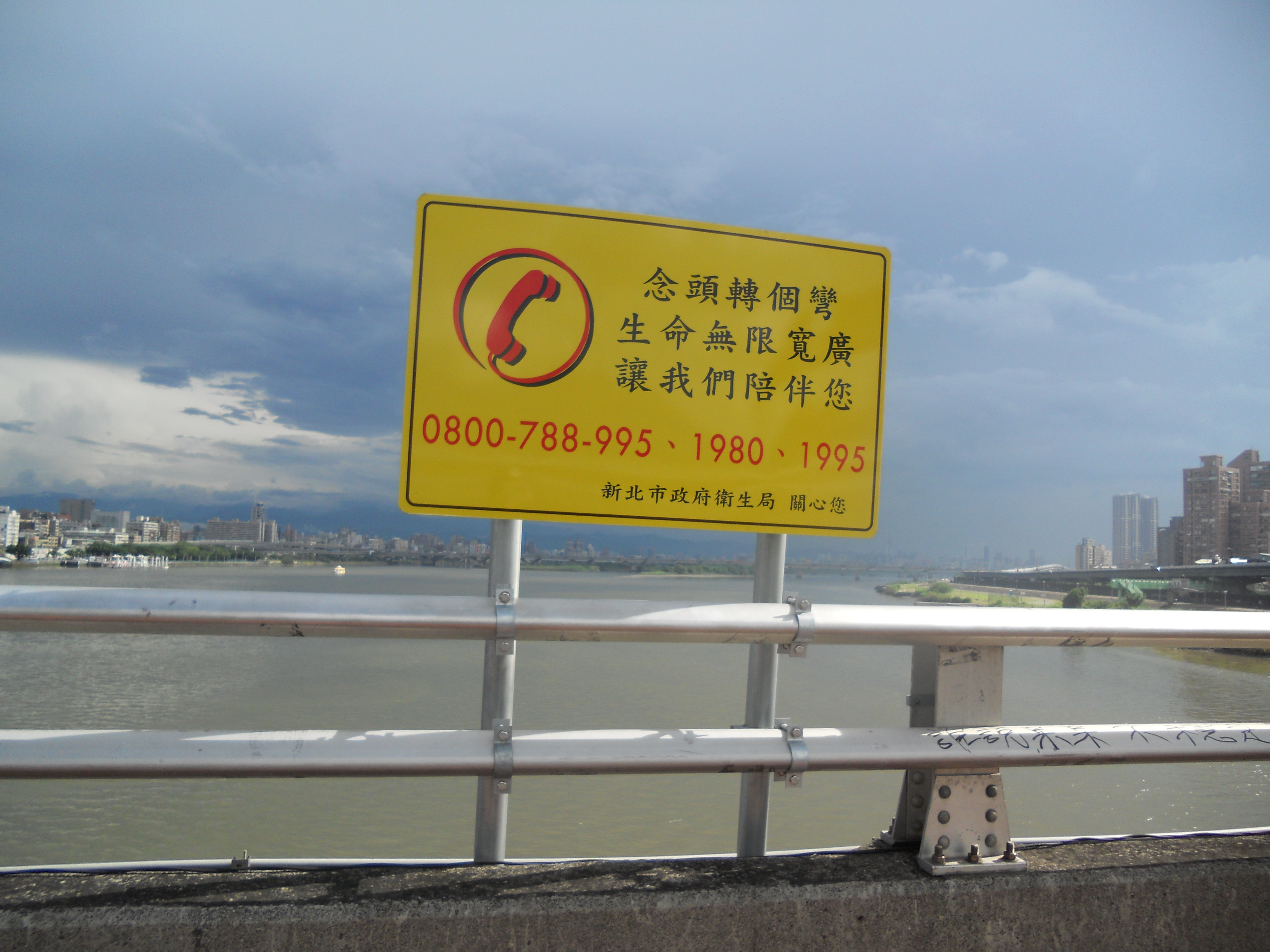
新北市政府衛生局於臺北橋設置的自殺防治看板。

自殺預防（英語：Suicide prevention）是指區域性公民組織、醫療專業人士以及其他相關領域的專業人士為了減少自殺發生率而做的各種努力。除了直接介入，阻止他人自殺以外，自殺預防的方式還包括：
1. 治療重性抑郁障碍的生理及心理症狀
2. 針對有可能考慮自殺的人，改善其應對策略（英语：Coping (psychology)）
3. 減少一些可能是自殺危險因子之情形的出現率
4. 讓人們相信在目前困境解決後，未來的生活會更好。

一般的預防措施包括在醫學、精神衛生及公共衛生等領域的預防性措施以及積極措施。像社會支持及社會參與等保護措施在預防自殺上有很大的幫助，而像限制取得致命工具等環境風險因子也有相當的影響，因此自殺不能只單純視為是醫學議題或是精神衛生議題。而自殺預防對於醫療專業者也有高風險性，其中包括參與者的情緒壓力，以及醫療事故的訴訟風險。

## 自殺的人際模型
Van Orden et al（2010年）認為企圖自殺有二個主要因素，第一個主要因素是想要自殺或是死亡的慾望（desire for death），另一個主要因素是完成自殺行為的能力（acquired capability）。死亡慾望一般會是挫败的侵入性想法，包括归属受挫（thwarted belongingness，也就是和其他人有情感上的疏離）以及自我累赘感知（perceived burdensomeness，認為自身不稱職，是其他人的累赘）。此處用到完成能力的概念，因為一般人恐懼死亡以及疼痛的經驗。執行自殺意圖的能力一般是經由情感以及身體上的痛苦以及認知障礙持續狀態來形成，透過以往的企圖自殺（自我暴力）、通过行为或图像排练自殺，或是利用其他方式習慣疼痛或危險的經驗來達到。
自殺者一般會對其環境有隧道視野（tunnel vision），認為自殺是一個解決困難處境的簡單作法。其他自殺的顯著危險因子包括精神疾病、物質濫用等。人際關係良好，且有家庭支持的人，其自殺風險會比較低。若自我控制及自我效能較佳、有完整現實檢驗機制，且有較多適應環境技巧的人，其自殺風險也會比較低。對未來有希望，有對於未來的規劃及期待，對生活滿意是常見可避免自殺的保護因素

## 风险评估

### 警示信号

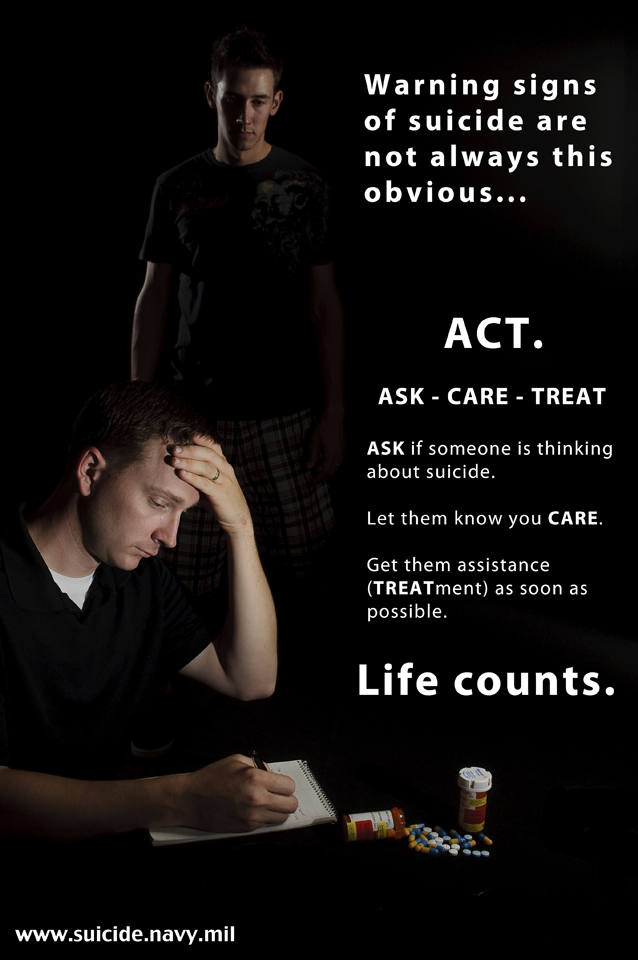
美軍製作的自殺預防圖片

自杀的警示信号能让人们判断哪些人可能在考虑自杀，并引导他们获得帮助。
美國自殺學協會列出了十個重要的自杀警示信号，包括：
1. 自殺意念：思考、談論、書寫有關自殺的事，計劃自殺。
2. 物質濫用。
3. 失去目的。
4. 焦慮、激动、无法睡觉或无法持續睡著。
5. 心理層面受困（trapped）。
6. 無助。
7. 社會退縮，不和朋友、家庭及社會接觸。
8. 生氣、憤怒並設法要報復。
9. 鲁莽或是衝動。
10. 心情的改變。

### 直接談話
世界衛生組織（WHO）提出一個有效評估其他人自殺想法的方式是直接和當事人討論、詢問他抑鬱症的情形，並且評估其自殺計劃，包括如何進行以及可能進行的時機。一般人會認為和別人討論自殺會將這樣的意念放進當事人的心中，其實這是不正確的認知。不過討論及問題都要在抱著謹慎、關心和同情的情形下提出。其策略是減少當事人的傷心，並保證有其他人也在關心著對方。世界衛生組織建議不要說「一切都會沒事的」、也不要讓問題變的不重要、更不要對重大的問題給予不實的保證。當當事人願意表達自身的感覺時，討論要是循序漸進的。ICARE（指認想法、和想法連結、評估相關證據、重建正面想法、用重新建立的想法來表達感受）是此時可以使用的一種討論模式。

### 筛查
美國公共衛生署總署長認為筛查有自殺風險者可能是防治兒童及青少年自殺的作法中，最有效幾種方式中的一種。有許多自我檢測的問卷可以協助找出有自殺風險者，這類問卷有貝克絕望感量表及Is Path Warm?等。有許多這類的問卷，已針對兒童及青少年測試過，是有效的。不過其偽陽性的比率偏高，因此評估為有自殺風險的人，後續需再進行門診面談確認。這些筛查性調查表的預測品質還沒有最終的驗證，所以無法確定調查表評估有自殺風險的是否一定會自殺。詢問自殺或是進行相關問卷似乎不會提高自殺的風險。
在自殺身故的人當中，有約75%曾在自殺前一年看過醫生，其中有45%至66%是在自殺的前一個月看醫生。有33%至41%在自殺前一年曾進行過心理治療，在33%至41%在自殺前一個月曾進行過。這些研究指出有效的筛查越來越有必要進行。研究指出許多自殺風險評估量測沒有被充份驗證，而且沒有包括三個核心自杀属性（自殺情感、自殺行為及自殺認知）。

## 介入

### 减少自杀的渠道

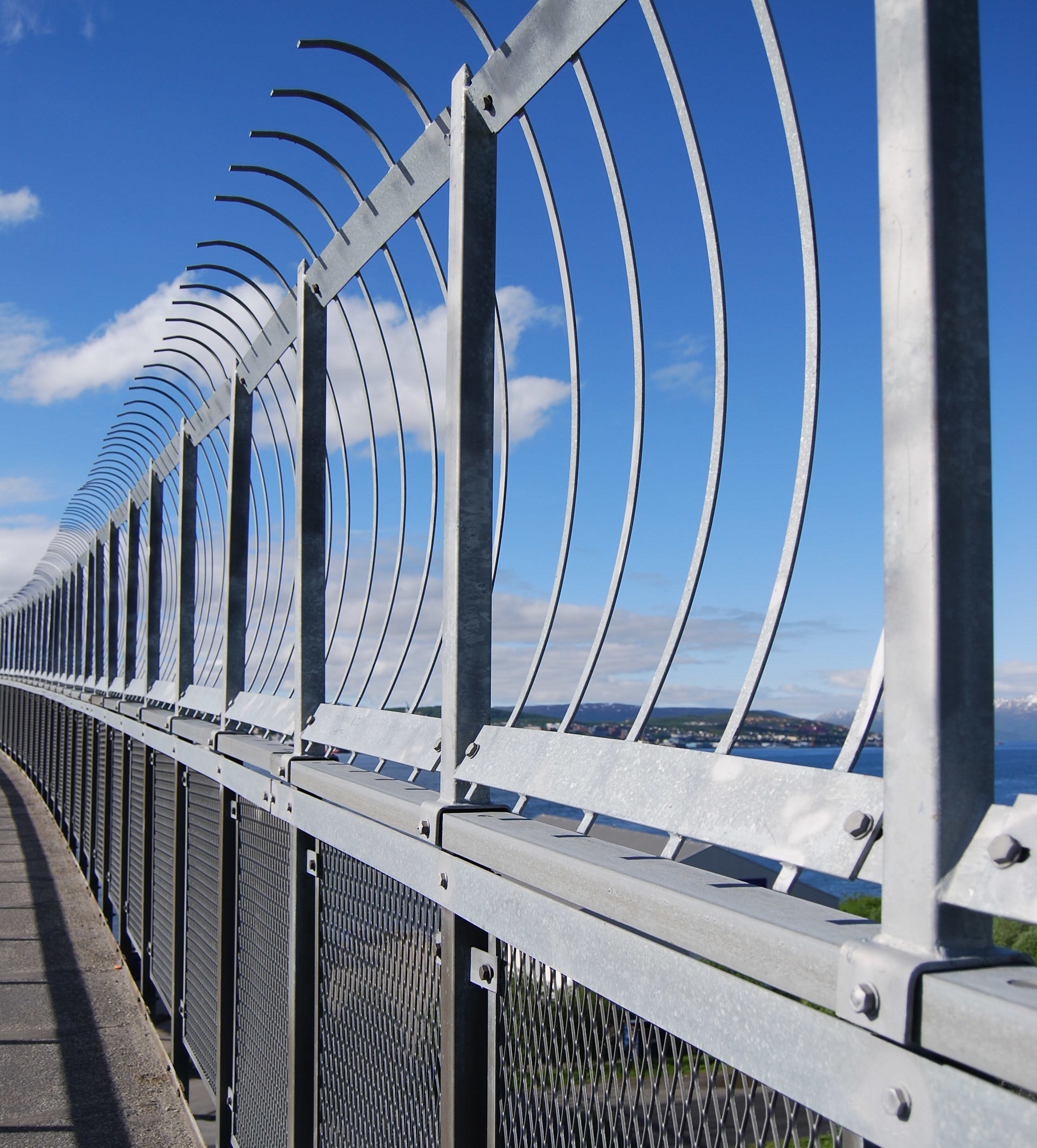
Tromsø桥上的防自杀栅栏

減少有自殺意圖的人接觸自杀渠道的概率，也是自殺預防中很重要的一部份。
研究者以及公共政策計劃人士已提出理論，提到减少自杀渠道可以減少自殺率，因為可以延緩自殺的行為，若過一段時間抑鬱情形有改善，可能就不會自殺了。一般而言，减少自杀渠道對於預防自殺上的效果有強而有力的數據支持。也有強而有力的數據支持在像是橋樑或是懸崖等特定的「自殺熱點」管制，限制人員進出，可以減少自殺率，而像是設置標語或是增加監控等介入措施的效果就比較差一點。歷史上最著名的减少自杀渠道案例是英國的煤氣。一直到1950年代為止，英國最常見的自殺方式是吸入煤氣（其中含有一氧化碳）中毒而死。1958年時開始引進天然氣（其中沒有一氧化碳），之後的十年內，天然氣佔瓦斯總使用量的50%以上。隨著瓦斯一氧化碳含量的減少，自殺率也降低了。原因是因為因一氧化碳中毒而死的人數大幅下降。
許多美國的研究指出容易取得槍枝和自殺率的上昇有關「以槍枝進行的自殺，約有85%會致命，其死亡率遠高於其他的自殺方式，其他廣為使用的自殺方式其死亡率多半在5%以下。」。在其他國家，限制接觸槍枝可以降低槍枝自殺的比率，不過美國有美國憲法第二修正案保障人民有備有及佩帶武器之權利，因此限制了相關的管制法案，不過相關人士已在注意及研討是否為了預防自殺，而廣泛的針對高自殺風險人士限制槍枝取得的作法。

### 危机热线
危机热线让处于心理危机的人能够联系志愿者或职员，可以是通话、短信、网上聊天，也可以是见面交流。虽然危机热线常见，但对它们的研究并不充分。一项研究发现，拨打电话热线的人的心理痛苦、无助感、死亡的欲望从电话接通到几周后有所降低；然而，死亡的欲望在长期并没有减少。

### 社會介入
國家預防自殺戰略推動及贊助各種具體的自殺預防工作：
- 發展由專業受到訓練的人帶領的團體，廣泛的支持自殺預防。
- 推動以社群為基礎的自殺預防方案。
- 通過促進樂觀主義及連結性的心理彈性計劃，來篩選及減少風險行為。
- 有關自殺的教育，包括風險因素、警告訊號等相關問題，以及通過社會活動獲得幫助。
- 提昇健康及福利服務的能力，可以應對有需要的人。例如：贊助一些幫助專業者的訓練、增加人們接觸群體的管道、增加危機諮詢機構等。
- 透過法律及賦權方式減少家庭暴力及物質濫用是長期的策略。
- 提高接觸自殺工具（英语：means of suicide）或是自我傷害工具的難度，像是有毒物質、毒藥、手槍等。
- 減少市售非處方藥物（例如阿斯匹靈）的份量。
- 以學校為基礎（英语：School Based Prevention Programs）的能力推廣和技能提升計劃。
- 調整娛樂圈及新聞媒體對於負面行為、自殺行為、心理疾病及物質濫用的報導或是描述方式。
- 研究相關的保護因素，以及在臨床及專業上上有效的實務方式。

美國的《國家預防自殺戰略》（NSSP）曾建議媒體避免對負面情緒浪漫化，也避免一些會造成替代性創傷的適應方式。美國疾病預防控制中心（1994年研討會）和美國自殺預防基金會（1999年）曾建議電視節目及新聞媒體可以用此方式來預防自殺：將自殺和自殺的結果（例如自殺的痛苦以及自殺遺族的傷痛等）相連結，讓社會大眾可以選擇自殺以外的方式來解決他們生命中的問題，另外也建議電視節目及新聞媒體避免提到自殺流行、避免把權威人士或是有同理心的一般人成為自殺合理性的代言人。

### 策略
因為有必要針對自殺采取全面的预防方法，在證據的支持下已經發展了不同的防治策略。傳統的研究是識別會導致自殺或是自我傷害的危險因子，不過有元分析指出自殺風險評估不一定有效。2001年美国卫生及公共服务部出版了《国家预防自杀战略》（National Strategy for Suicide Prevention），為美國建立了自殺預防的框架，呼籲用公共衛生的方式來防止自殺，重點是在群體中識別出自殺模式以及自殺意念的模式，（而不是去探索可能导致个人自杀的历史和健康状况）。
自殺姿態（Suicide gesture）及自殺慾望（虽然没有实际的自杀的意图，但有模糊的死亡的愿望）是潛在的自我傷害行為，當事人可能希望用這個來尋求他人幫助、懲罰他人或是吸引注意。不過這些行為有促進當事人自殺能力的可能性，因此若當事人也用言語或是行為表現其自殺的意圖時，需視為自殺的警示信号。

#### 具體策略
自殺預防策略著重在減少自殺的風險，並且有策略的進行干預，以減少自殺的風險。自殺的風險因素和保護性因素因人而異，可以透過合格的精神衛生專業人员进行评估。
以下是一些較常用到的具體策略：
- 危機干預
- 結構化諮詢及心理治療
- 針對不容易協助，有需要監護，或是有繼發性症狀的人，會進行住院治療。
- 像是物質濫用治療、精神藥物治療、家庭心理教育等輔助性治療。自殺防制熱線等。
- 透過政策及法律，限制取得可以用來自殺的物品
- 建立及使用「危機卡片」，是有整齊易讀格式的卡片，上面列了許多在危機時應當進行活動的列表，透過這些正面的行為讓人冷靜下來。
- 個人中心的生活技巧訓練，例如解决问题。
- 報名像匿名戒酒會、自殺風險支持團體、宗教團體等支持團體。
- 改善情緒的治療性休閒療法。
- 進行一些自我關照活動，例如運動或是冥想放鬆。

在這方面最成功，最多實證的心理療法有兩個，一個是辯證行為治療（DBT），有助於減少意圖自殺，也減少因為自殺意念而住院的情形，另一個是认知行为疗法（CBT），證實可以提昇問題解決以及適應的能力。

### 事後介入
事後介入（Postvention）是針對自殺遺族以及自殺者的朋友。此介入機制有助於宣洩哀慟、透過引導來減少罪惡感、焦慮以及抑鬱，降低自殺造成的傷痛對其他人的影響。設法宣洩他們的死別之痛，讓他們的傷痛得以釋放，提昇他們的適應能力，以後才處理他們的抑鬱或是其他的精神疾病。一般也認為事後介入可以減少模仿或複制自殺的風險，目前還沒有實證的資料。但心理健康專業者的立場及目標是讓人在面對逆境時，降低（像自殺一樣）用自殺行為來解決的可能性。

## 治療
自殺預防的治療有分為藥物及談話療法，也包括電話的服務。根據隨機的對照實驗，這些療法可以改善像是抑鬱症和自殺意念等次要結果，但若是考慮主要結果（自殺此一行為），只有鋰鹽才有幫助。因為自殺是較不常見的事件，大部份的測試在受試組及受控組中都沒有自殺的情形，或是其數量很少，因此這些測試無法表示療法在減少自殺上的效果。
保守估計在精神疾病的患者中，至少有10%是因為未診斷到的疾病造成其症狀。非法的管制藥物或是處方藥物也可能會導致精神上的症狀。透過有效的診斷以及一些需要的醫學檢查（可能包括神經影像學診斷）可以治療疾病或是藥物的不良副作用，可以減少因為精神症狀（其中90-95%是抑鬱症）造成自殺意圖的風險。
近期研究已經證實鋰鹽可以將躁鬱症的自殺風險降到和一般人相近，也有研究證實鋰鹽在降低抑鬱症自殺風險上的效果。

### 尊重及自尊
世界卫生组织指出：「自殺在全世界15至19歲年齡層的死因中，排名在前五名以內，而且在許多國家，自殺是此年齡層少年或是少女死因的第一名。」並且建議「要對於精神疾病去污名化」，並且「強化學生的自尊」，目的是為了「保護兒童及青少年免於精神痛苦及精神依懶賴」，並且可以「讓他們應對困難和壓力的生活情況」。世界卫生组织也提到「為了讓校園成為一個安全，宽容的環境，教育系統需要具備具體的技能，避免學校內及學校週圍的霸凌及暴力行為。」。

### 支持團體
有許多有關自殺預防的非營利團體，例如美國的美國自殺防治基金會，有提供危機熱線，此基金會受益於一個以上的众包計劃。第一個有記錄，針對自殺防治的計劃是在1906年紐約發起的Save-A-Life League，以及倫敦的Suicide Prevention Department of the Salvation Army。自殺是美國第十大最常的死因，根據2012年疾病預防控制中心的調查，有0.5%的成年人曾試圖自殺。美國衛生及公共服務部在2001年發布美國國家自殺預防戰略（U.S. National Strategy for Suicide Prevention），許多自殺預防的成果和此戰略有關。
自杀预防措施分為兩大類：針對個人層次的预防措施以及針對群體層次的预防措施。為了識別、評估及宣傳美國國家自殺預防戰略提出有關最佳實務的資訊，發起了Best Practices Registry（BPR）。自殺防治資源中心的Best Practices Registry是由美國自殺防治組織所維護，登记了各种自杀干预计划。計劃分為三部份，第一部份列出實證本位實務的計劃，也就是有經過深入研究，有實證可帶來較正面結果的作法，而第三部份是仍在評估的方案。